# Annus horribilis
Annus horribilis är en latinsk fras som betyder "hemskt år". Det är ett komplement till annus mirabilis som betyder "fantastiskt år", men annus mirabilis är ett traditionellt uttryck, medan annus horribilis är relativt nytt.

## Ursprunget till uttrycket
Frasen annus horribilis användes 1891 i en anglikansk publikation för att beskriva 1870, samma år som Romersk-katolska kyrkan definierade dogmen om påvens ofelbarhet.